# Dohánybogár
A dohánybogár (Lasioderma serricorne) a rovarok (Insecta) osztályának bogarak (Coleoptera) rendjébe, ezen belül az álszúfélék (Anobiidae) családjába tartozó faj.

## Előfordulása
Ez a bogárfaj eredetileg az Amerikák trópusi részein fordult elő. Azonban manapság az ember akaratlan segítségével világszerte elterjedt.

## Megjelenése
A felnőtt dohánybogár 2-4 milliméter hosszú. Félgömb alakú, és vörösbarna színű.

## Életmódja
Ez a bogárfaj főleg a nyers vagy a feldolgozott dohányban fordul elő; valószínűleg ezért kapta a nevét. A dohányon kívül, más szárított növényi anyagokban is megtalálható, például: gyümölcsben, zöldségben, orvosi székfűben (Matricaria recutita), földimogyoróban (Arachis hypogaea), aszalt déligyümölcsben (füge (Ficus) és datolyában (Phoenix)), sőt a kókuszdió (Cocos nucifera) reszelékében és a szárított gombákban (Fungi) is. A dohánybogárnak, csak a lárvája károsít. A lárva jelenlétét az általa rágott apró, kis kerek lyukakról és az azokból kitúrt ürülékről ismerhetjük fel. Az általa megrágott anyag, emberi fogyasztásra, alkalmatlanná válik. A lakásba fertőzött élelmiszerekkel kerül be, s a kirajzó dohánybogarak más élelmiszereket is megfertőznek.

## Szaporodása
A nőstény a táplálékul szolgáló anyagokra helyezi petéit, s a belőlük kikelő lárvák behatolnak a tápanyagba, és abban rövidebb-hosszabb járatokat készítenek. A lárva a táplálékból gubót, készít magának, amelyben bebábozódik. Kifejlődésének ideje a táplálék mennyiségétől, minőségétől, nedvességtartalmától és a hőmérséklettől függ.

## Irtásuk
Ha fertőzésre utaló jeleket észlelünk, az első teendőnk az, hogy gondosan takarítsuk ki az élelmiszer tároló helyet. A dohánybogár táplálékául szolgáló összes élelmiszert tüzetesen vizsgáljuk át. A kifejlett bogarakat és a lárvákat egyaránt könnyen fölfedezhetjük. A fertőzött anyagokat jól záródó zacskóban gyűjtve dobjuk ki a szemétbe vagy égessük el. Rovarirtó szert fölösleges használni.